# Nokia N92
Nokia N92 – model telefonu komórkowego firmy Nokia działający w Zakresach GSM 900, GSM 1800, GSM 1900, WCDMA 2100.

## Podstawowe parametry
- Aparat fotograficzny: 2 MPix, LED flash
- Bateria: litowa 1500 mAh (model: BP-5L)
- Budowa: Clamshell
- Czas czuwania (2G): 330 godzin
- Czas rozmów (2G): 240 minut
- Karta pamięci: miniSD (max. 2 GB)
- Książka adresowa: bez ograniczeń
- Multimedia - obsługiwane formaty: 3GP, AAC, eAAC, eAAC+, H.264, MIDI, MP3, MP4, WMA
- Procesor: jednordzeniowy, DUAL ARM 9, 268 MHz
- System operacyjny: Symbian 9.1 S60 3rd
- Wyświetlacz: kolorowy, TFT, 16 mln kolorów, 320 x 240 pikseli, 2,8 cala
- Wyświetlacz dodatkowy: kolorowy, TFT, 65 tys. kolorów, 128 x 36 pikseli, 1 cal

Źródło

## Funkcje dodatkowe
- Alarm
- Bluetooth 2.0
- Dyktafon
- Edytor zdjęć
- GPRS
- IrDA
- Java 2.0
- Kalendarz
- Kalkulator
- Klawiatura wirtualna
- Klient poczty email
- Minutnik
- MMS
- Organizer
- Przeglądarka XHTML
- Push to talk
- Radio FM
- Raporty doręczeń
- Smart messaging
- słownik T9
- Stoper
- USB 2.0, niestandardowe złącze
- WLAN
- Wybieranie głosowe
- Zegar

Źródło